# 1782 en droit
Cet article présente les faits marquants de l'année 1782 en droit.

## Événements
- 15 février, Irlande : assemblée de Dungannon. Henry Grattan, à la tête des volontaires unis (United Volunteers), demande l’indépendance législative pour le Parlement irlandais, la suppression des « bourgs pourris » et l’égalité des droits économiques avec les Britanniques. Le 16 avril Henry Grattan dut franchir les rangs des Volontaires propose une déclaration d'indépendance du Parlement irlandais. Une Constitution accorde l’indépendance au Parlement irlandais et les lois Poynings de 1495 sont abrogées (16 mai)[1].

- 18 juin : Anna Göldin est la dernière femme exécutée pour sorcellerie en Suisse[2].

- 5 juillet : le Saint-Office est aboli en Toscane[3].
- 10 juillet : suppression des jurandes dans les États habsbourgeois, ce qui autorise la création d’établissements industriels et commerciaux, et par la liberté de travail, permet aux entrepreneurs de recruter plus facilement[4].

- 25 juillet : fondation de l'Audiencia de Buenos Aires ; elle commence à fonctionner le 5 août 1785[5].

- 16 septembre : ordonnance de Joseph II qui impose une nouvelle formule de serment aux évêques. Réorganisation des diocèses sous l’impulsion de l’archevêque janséniste de Ljubljana Johann Karl Herberstein dans les États des Habsbourg. Les diocèses correspondent désormais aux unités administratives.

- 12 novembre : édit de pacification signé à Genève.
- 20 décembre : abolition de la servitude personnelle en Autriche[6].

## Décès
- 14 octobre : Auguste-Marie Poullain-Duparc, juriste français, avocat au Parlement de Rennes et professeur de droit à l'université de Rennes (° 7 septembre 1703).